# Hyotheriinae
Hyotheriinae este o subfamilie extinctă de ungulate paricopitate care a existat în timpul Miocenului și Pliocenului în Europa, Asia și Africa.
- † Aureliachoerus Ginsburg, 1974 - Miocen, Europa[4]
- † Chicochoerus Orliac et al., 2006 - Miocen, Europa
- † Chleuastochoerus Pearson, 1928 - Miocen și Pliocen, Asia[5]
- † Hyotherium von Meyer, 1834 - Miocen, Europa și Asia[6]
- † Nguruwe Pickford, 1986 - (anterior situat în subfamilia Kubanochoerinae)[7][8] Miocen, Africa[9]
- † Xenohyus Ginsburg, 1980 - Miocen, Europa[10]